# 葉卡特琳娜·麗絲娜
葉卡特琳娜·維克托羅芙娜·麗絲娜（羅馬化：Yekaterina Viktorovna Lisina；1987年10月15日—），俄羅斯女子籃球運動員，原為國家女子籃球隊一員，曾助球隊於2008年奧運赢得銅牌。但26歲那年冒出「我要做model」的想法，便毅然告別籃球員生涯，轉戰模特界。2017年9月，她憑藉133公分的一雙長腿打破金氏世界紀錄，變成「全球腿最長的模特兒」。

## 外部連結
- 叶卡捷琳娜·丽西娜在fiba.basketball（英语）
- 叶卡捷琳娜·丽西娜在archive.fiba.com（archived）（英语）
- 叶卡捷琳娜·丽西娜在VTB聯賽（英语）
- 叶卡捷琳娜·丽西娜在Basketball-Reference.com（國際）（英语）
- 叶卡捷琳娜·丽西娜在Eurobasket.com（球員）（英语）
- 叶卡捷琳娜·丽西娜在Proballers（英语）
- 叶卡捷琳娜·丽西娜在Olympics.com（英语）
- 叶卡捷琳娜·丽西娜在Olympedia（英语）
- 葉卡特琳娜·麗絲娜的Instagram帳戶